# Shin Seung-hwan
Shin Seung-hwan (en hangul, 신승환; Busan, 12 de diciembre de 1978) es un actor de cine y televisión surcoreano.

## Vida personal
Shin Seung-hwan fue condenado en 2004 a ocho meses de prisión por violar la Ley de Servicio Militar, dado que trató de eludir el cumplimiento del mismo falseando un análisis de orina con albúmina en una revisión médica. Este hecho provocó su alejamiento del mundo del espectáculo hasta 2008, año en que volvió con un pequeño papel en la serie de SBS Robber.
En agosto de 2010 se casó con la artista de uñas Kang Joo-hee  en Gangnam-gu, Seúl. Los dos se conocieron en 2003, cuando él cumplía con el servicio público.

## Carrera
Shin Seung-hwan estudió en el Departamento de Radiodifusión y Entretenimiento del Instituto de las Artes de Seúl, donde conoció a Cha Tae-hyun, con el que trabó una estrecha amistad y que se convirtió en su mentor. Este era ya un talento reconocido aun antes de su graduación, y Shin le hizo las funciones de representante, lo que fue una oportunidad para él mismo de ingresar en la industria del entretenimiento cuando tenía solo 20 años. Gracias a esta relación comenzó a aparecer en televisión (Give me a talent, KBS; Good Night, SBS).
Debutó en la serie de SBS Piano en 2001, pero pronto su carrera sufrió un parón debido a un escándalo relacionado con su cumplimiento del servicio militar en 2004, que incluso le llevó por unos meses a la cárcel. Tras unos años de ausencia de las pantallas, fue seleccionado para ser protagonista de la película The Case of Itaewon Homicide (2009).
En junio de 2020 debutó como director con el documental Can You Hear me?, codirigido con Kim Bong-han; en él sigue los pasos del profesor Kim Chang-ok, un conocido comunicador y conferenciante surcoreano.
En agosto de 2020 el actor firmó un contrato exclusivo con la agencia Starit Entertainment.

## Filmografía

### Cine
| Año    | Título                                 | Hangul                    | Papel                         | Notas        | Ref.          |
| ------ | -------------------------------------- | ------------------------- | ----------------------------- | ------------ | ------------- |
| 2001   | Kick the Moon                          | 신라의 달밤               | Jefe Ttukkeong                |              |               |
| 2002   | Lovers' Concerto                       | 연애소설                  | Min-sik                       |              |               |
| 2003   | Crazy First Love                       | 첫사랑 사수 궐기대회      | Geum-dong                     |              |               |
| 2004   | Two Guys                               | 투 가이즈                 | Soo-heon                      |              |               |
| 2009   | The Case of Itaewon Homicide           | 이태원 살인사건           | Alex "AJ" Jung (Edward Lee)   | Protagonista | [ 6 ]         |
| 2010   | The City of Crane                      | 시티 오브 크레인          | Entrevistador                 |              |               |
| 2011   | Little Black Dress                     | 마이 블랙 미니드레스      | Asistente del director        |              |               |
| 2012   | Cold Eyes                              | 공모자들                  | Dong-bae                      |              | [ 9 ] [ 10 ]  |
| 2013   | Steal My Heart                         | 캐치미                    | Camarero a tiempo parcial     |              |               |
| 2014   | The Con Artists                        | 기술자들                  | Teniente Gong                 |              | [ 11 ] [ 12 ] |
| 2015   | Por encima de la ley                   | 베테랑                    | Periodista Park               |              | [ 1 ]         |
| 2017   | Because I Love You                     | 사랑하기 때문에           | Sospechoso                    | Cameo        | [ 13 ]        |
| 2017   | The Discloser                          | 1급기밀                   | Jeong In-gook                 |              | [ 14 ]        |
| 2017   | The Battleship Island                  | 군함도                    |                               |              | [ 15 ]        |
| 2018   | The Witness                            | 목격자                    | Park Sang-tae                 |              |               |
| 2020   | The Golden Holiday                     | 국제수사                  | Park Chun-shik / Charlie Park |              | [ 16 ]        |
| 2021   | Tomb of the River                      | 강릉                      |                               |              | [ 17 ]        |
| 2022   | The Killer: A Girl Who Deserves to Die | 더 킬러: 죽어도 되는 아이 | Park Hyeong-joo               |              | [ 18 ] [ 19 ] |
| 2022   | Project Wolf Hunting                   | 늑대사냥                  | Mantis                        |              | [ 20 ]        |
| Anunc. | After                                  |                           |                               |              | [ 21 ]        |

### Cine (como director)
| Año  | Título           | Hangul    | Notas      | Ref.  |
| ---- | ---------------- | --------- | ---------- | ----- |
| 2020 | Can You Hear me? | 들리나요? | Documental | [ 7 ] |

### Series de televisión
| Año     | Título                     | Papel                                | Canal     | Notas                           | Ref.          |
| ------- | -------------------------- | ------------------------------------ | --------- | ------------------------------- | ------------- |
| 2001    | New Nonstop                | Colega de Park Kyung-lim             |           | Cameo, ep. n.º 391              |               |
| 2001-02 | Piano                      | Seok-chol, gángster                  | SBS       |                                 | [ 6 ]         |
| 2003    | Damo                       | Ahn Byung-taek                       | MBC       |                                 | [ 22 ]        |
| 2003    | Argon                      | Sargento Bang Heung-sik              | MBC       |                                 |               |
| 2004    | Say You Love Me            | Kwon Seok-kwan                       | MBC       |                                 |               |
| 2008    | Robber                     | Un gángster cómico                   | SBS       | Aparición especial              | [ 2 ]         |
| 2008    | Strongest Chil Woo         | Sargento Oh                          | KBS2      |                                 |               |
| 2008    | Tazza                      | Amigo de Goni / Yoon Seok-hwan       | SBS       |                                 |               |
| 2010    | A Man Called God           | Hwang-bo                             | MBC       |                                 |               |
| 2010    | Giant                      | Yeom Shi-deok                        | SBS       |                                 |               |
| 2010    | Daemul                     | Kim Cheol-gyu                        | SBS       |                                 | [ 23 ]        |
| 2011    | Midas                      | Jae-bok                              | SBS       |                                 |               |
| 2011    | Spy Myung-wol              | Bang Geuk-bong                       | KBS2      |                                 |               |
| 2011    | Deep Rooted Tree           | Park Po                              | SBS       |                                 |               |
| 2012    | Immortal Classic           | Hwang Geum-ho                        | Channel A |                                 |               |
| 2012    | Fashion King               | Jang Il-gook                         | SBS       |                                 | [ 24 ]        |
| 2012    | I Do, I Do                 | Lee Choong-baek                      | MBC       |                                 |               |
| 2012    | Do I Look Like a Pushover? | Park Jeong-min                       | KBS2      | Drama Special                   |               |
| 2012-13 | Jeon Woo-chi               | Doong-gae                            | KBS2      |                                 |               |
| 2013    | Ad Genius Lee Tae-baek     | Shin Dong-hoon                       | KBS2      |                                 |               |
| 2013    | The Secret of Birth        | Jong-tae                             | SBS       |                                 | [ 25 ]        |
| 2013-14 | Empress Ki                 | Kwebo                                | MBC       | Cameo, ep. n.º 2                | [ 22 ]        |
| 2014    | Inspiring Generation       | Jjang-ddol                           | KBS2      |                                 | [ 10 ]        |
| 2014    | Triángulo                  | Yang Jang-soo                        | MBC       |                                 | [ 26 ]        |
| 2014    | Blade Man                  | Seung-hwan                           | KBS2      |                                 | [ 9 ]         |
| 2015    | Shine or Go Crazy          | Gil-bok                              | MBC       |                                 | [ 9 ] [ 10 ]  |
| 2015    | Save the Family            | Jeong Tae-jin                        | KBS1      |                                 | [ 27 ] [ 28 ] |
| 2015    | Fiscal enmascarado         | Compañero de clase de Ha Dae-chul    | KBS2      | Aparición especial              |               |
| 2015    | Mrs. Cop                   | Bae Dal-hwan                         | SBS       |                                 | [ 29 ] [ 30 ] |
| 2015-16 | Six Flying Dragons         | Park Po                              | SBS       | Cameo, ep. n.º 50               | [ 31 ]        |
| 2016    | Mrs. Cop 2                 | Bae Dal-hwan                         | SBS       |                                 | [ 32 ]        |
| 2016    | Monster                    | Yang Dong-yi                         | MBC       |                                 | [ 9 ]         |
| 2016    | Kim, el doctor romántico   | Autor de webtoon                     | SBS       | Cameo, ep. n.º 9-10             | [ 33 ] [ 34 ] |
| 2016    | Iron Lady                  | Go Geun-joon                         | Naver TV  | Serie web                       |               |
| 2017    | Voice                      | Shim Young-woon                      | OCN       | Cameo, ep. n.º 7-8 temp. 1      | [ 35 ]        |
| 2017    | Hit the Top                | Instructor de la Academia Noryangjin | KBS2      | Cameo, ep. n.º 1                | [ 36 ]        |
| 2018    | Children of a Lesser God   | Im Dong-hee                          | OCN       |                                 |               |
| 2018    | Welcome to Waikiki         | Min Soo-bong                         | jTBC      | Cameo, ep. n.º 11               | [ 37 ]        |
| 2019    | Vagabond                   | Kim Se-hoon                          | SBS       |                                 | [ 38 ]        |
| 2019    | Leverage                   | Baek In-Ho                           | TV Chosun | Cameo, ep. n.º 7-8              |               |
| 2020    | Tell Me What You Saw       | Uhm Soo-tak                          | OCN       | Cameo, ep. n.º 9 y 11           | [ 39 ]        |
| 2021    | Vincenzo                   | Abogado So Hyun-woo                  | tvN       | Cameo, ep. n.º 5                | [ 40 ] [ 41 ] |
| 2021    | Penthouse                  | Médico                               | SBS       | Cameo, 3.ª temp., ep. n.º 12-13 | [ 42 ]        |
| 2021    | Police University          | Profesor de secundaria               | KBS2      |                                 | [ 43 ]        |
| 2021-22 | The All-Round Wife         | Kang Seok-gu                         | KBS1      |                                 | [ 44 ] [ 45 ] |
| 2022    | Big Mouse                  | Peter Hong                           | MBC       | Cameo                           | [ 46 ]        |
| 2022    | The Law Cafe               | Presidente Kim                       | KBS2      |                                 | [ 47 ]        |
| 2022    | Bad Prosecutor             | Yoo Jin-cheol                        | KBS2      |                                 | [ 48 ]        |
| 2024-25 | El cuento de la dama Ok    | Ji Dong-chun                         | JTBC      |                                 | [ 49 ]        |

### Espectáculos de variedades
| Año  | Título                      | Papel               | Canal  | Notas                        | Ref.          |
| ---- | --------------------------- | ------------------- | ------ | ---------------------------- | ------------- |
| 2015 | The Friends in Croatia      | Miembro del reparto | K Star |                              | [ 50 ]        |
| 2016 | After The Show Ends         | Miembro del reparto |        |                              |               |
| 2021 | Unexpected Business         | Invitado            | tvN    | 1.ª temporada, episodios 5-7 | [ 51 ] [ 52 ] |
| 2022 | Unexpected Business         | Invitado            | tvN    | 2.ª temporada, episodios 7-8 | [ 53 ]        |
| 2022 | Learning Camping            | Miembro del reparto |        |                              | [ 54 ] [ 55 ] |
| 2022 | 디저볼래 (Dijeobolrae)      | Miembro del reparto |        | Transmisión vía web          | [ 56 ]        |
| 2023 | Golf Battle: Birdie Buddies | Miembro del reparto |        | 5.ª temporada                | [ 57 ]        |